# Jean-Yves Fourmeau
Jean-Yves Fourmeau (* ca. 1961) ist ein französischer klassischer Saxophonist und Musikpädagoge am Conservatoire à rayonnement régional (CRR) in Cergy-Pontoise.

## Leben und Karriere
Im Alter von 17 Jahren gewann er den ersten Preis am Conservatoire National Supérieur de Musique et de Danse de Paris. Danach erzielt er den zweiten Preis beim Internationalen Saxophon-Wettbewerb in Gap (Frankreich). Es folgte eine Karriere als Solist, in der er unter anderem mit den Berliner Philharmonikern und dem Orchestre Philharmonique de Radio France auftrat. 1979 gründete er ein Saxophonquartett mit dem Namen Quatuor de saxophones Jean-Yves Fourmeau, in dem das Sopransaxophon spielt.

## Diskographie (Auswahl)
- Quatuor de saxophones Jean-Yves Fourmeau en recital (Feeling Musique)
- The Art of the Saxophone by Jean-Yves Fourmeau (Indensis)
- Tableaux de Provence für Altsaxophon und Orchester von Paule Maurice (Philips)[4]